# Beschermd stadsgezicht Groningen - Korrewegwijk
Het Beschermd stadsgezicht Groningen - Korrewegwijk is een van rijkswege beschermd beschermd stadsgezicht in Groningen in de Nederlandse provincie Groningen. De procedure voor aanwijzing werd gestart op 13 oktober 1998. Het gebied werd op 9 mei 2000 definitief aangewezen.

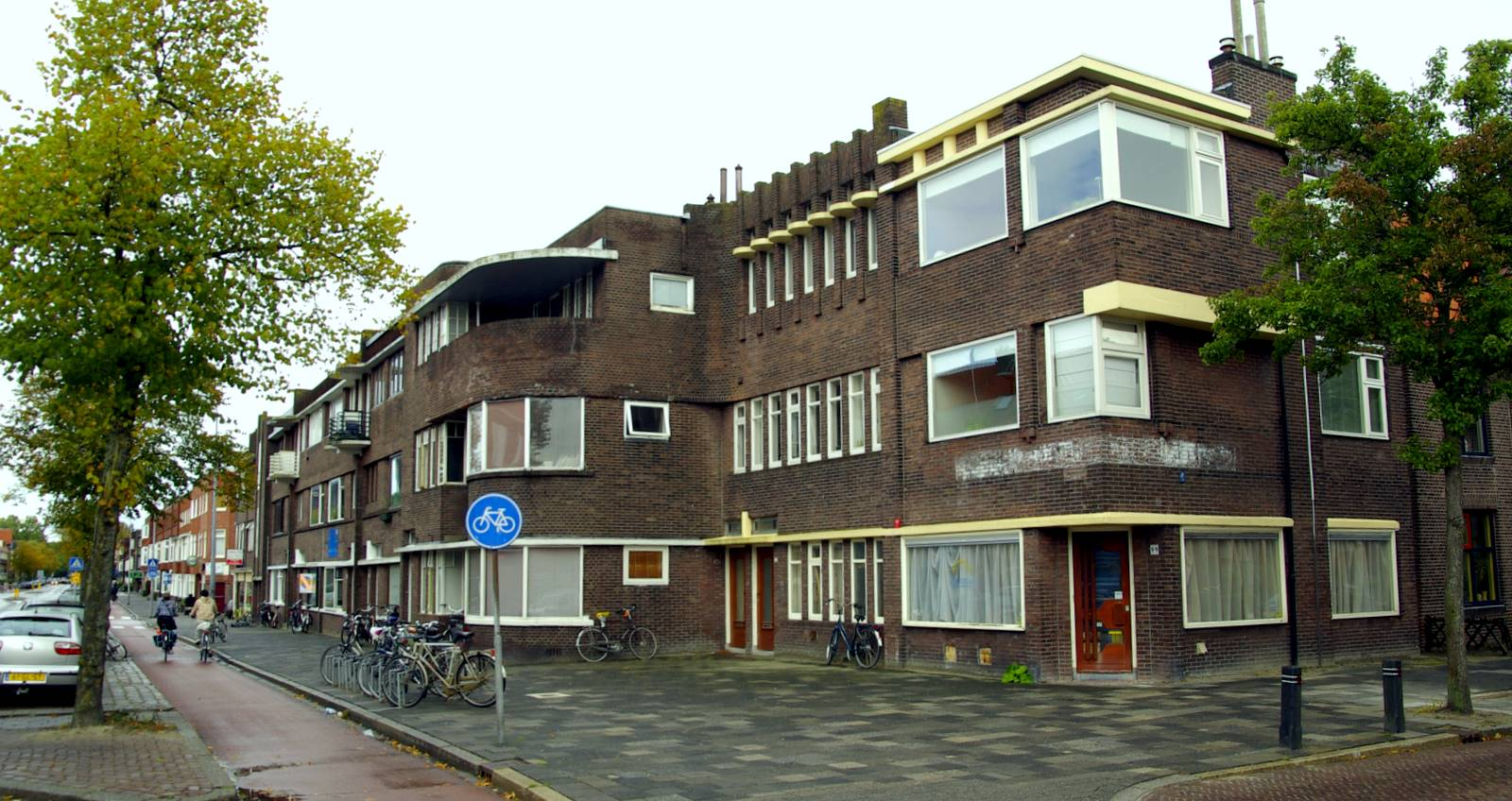
Deel van de Korreweg, de centrale as van het beschermd stadsgezicht

Het beschermd gezicht beslaat een oppervlakte van 56,9 hectare en omvat een groot deel van de Korrewegwijk, met name de Oud-Indische buurt en de Nieuw-Indische buurt en de Korrewegbuurt (minus de nieuwbouw in De Beren). Aan de westzijde wordt het begrensd door de Riouwstraat en de Eyssoniusstraat, aan de zuidkant door de C.H. Petersstraat, de Oosterhamrikkade en de Oosterhamriklaan, in het oosten door de Hamburgervijver, de Molukkenstraat en de Celebesstraat en in het noorden door de Bedumerweg.
Panden die binnen een beschermd gezicht vallen krijgen niet automatisch de status van beschermd monument. Wel zal de gemeente het bestemmingsplan aanpassen om nieuwe ontwikkelingen in het gebied te reguleren. De gezichtsbescherming richt zich op de stedenbouwkundige en cultuurhistorische waardering van een gebied en wil het toekomstig functioneren daarvan veiligstellen.